# Longin (Żar)
Longin, imię świeckie Mychajło Wasylowycz Żar (ur. 19 sierpnia 1965 w Petraszowce) – biskup Ukraińskiego Kościoła Prawosławnego Patriarchatu Moskiewskiego. 

## Życiorys
18 stycznia 1990 przyjął święcenia diakońskie z rąk biskupa czerniowieckiego i bukowińskiego Antoniego. Dzień później ten sam hierarcha wyświęcił go na kapłana i mianował proboszczem parafii św. Paraskiewy w Podwalnym, Narodzenia Matki Bożej w Bojanach i św. Paraskiewy w Banczenach. W 1995 r. zaocznie ukończył seminarium duchowne przy monasterze Nowy Neamț. W 2007 ukończył wyższe studia teologiczne w prawosławnym instytucie teologicznym w Czerniowcach. Był początkowo duchownym żonatym, ma troje dzieci. 
30 kwietnia 1996 złożył wieczyste śluby mnisze przed archimandrytą Melecjuszem (Jehorenką). Od 1996 do 1998 kierował budową monasteru Wniebowstąpienia Pańskiego w Banczenach, zaś w 1999 nadzorował wznoszenie żeńskiego monasteru Bojańskiej Ikony Matki Bożej w Bojanach. Przy monasterze w Banczenach założył sierociniec, przeniesiony następnie do wsi Molnica (w placówce w 2012 przebywało 400 dzieci). Od 2008 jest przełożonym monasteru w Banczenach. W tym samym roku otrzymał tytuł Bohatera Ukrainy za szczególne zasługi w realizacji polityki państwowej w zakresie opieki społecznej nad sierotami i dziećmi pozbawionymi opieki rodzicielskiej oraz za wieloletnią działalność dobroczynną. 
8 maja 2012 otrzymał nominację na biskupa banczeńskiego, wikariusza eparchii czerniowieckiej. Jego chirotonia odbyła się 23 maja 2012 w soborze monasteru św. Pantelejmona w Kijowie z udziałem metropolitów kijowskiego i całej Ukrainy Włodzimierza, kiszyniowskiego i całej Mołdawii Włodzimierza, czerniowieckiego i bukowińskiego Onufrego, wyszhorodzkiego i czarnobylskiego Pawła, tarnopolskiego i krzemienieckiego Sergiusza, owruckiego Wissariona, poczajewskiego Włodzimierza, arcybiskupów chustskiego i wynohradowskiego Marka, białocerkiewskiego i bogusławskiego Mitrofana, boryspolskiego Antoniego, kamieniecko-podolskiego i gródeckiego Teodora, lwowskiego i halickiego Augustyna, charkowskiego i bogoduchowskiego Onufrego, jahodyńskiego Serafina, horodnickiego Aleksandra, biskupów sewerodonieckiego i starobielskiego Agapita, chocimskiego Melecjusza, nieżyńskiego i pryłuckiego Ireneusza, makarowskiego Hilarego, iwanofrankowskiego i kołomyjskiego Pantelejmona, wasylkowskiego Pantelejmona, browarskiego Teodozjusza i obuchowskiego Jonasza.
We wrześniu 2014 potępiał działania armii ukraińskiej w czasie wojny w Donbasie i określał władze Ukrainy jako sługi szatana, atakował Europę i Stany Zjednoczone. W marcu 2016 biskup Longin ogłosił, iż wypowiada posłuszeństwo patriarsze moskiewskiemu i całej Rusi Cyrylowi i nazwał go heretykiem, a jego działalność – spotkanie z papieżem Franciszkiem i udział w przygotowaniach do panprawosławnego soboru – zdradziecką. Jego wystąpienia nie spotkały się z żadną reakcją wyższych władz cerkiewnych, biskup Longin nadal uczestniczył w pracach Kościoła i wielokrotnie służył razem z innymi biskupami.
W 2017 r. został podniesiony do godności arcybiskupiej. 17 sierpnia 2020 r. otrzymał godność metropolity. W 2022 r. potępił fakt, iż patriarcha moskiewski i całej Rusi Cyryl błogosławił rosyjską agresję na Ukrainę.
22 maja 2023 r. usłyszał zarzuty rozniecania nienawiści na tle religijnym, co SBU uzasadniała jego atakami na Kościół Prawosławny Ukrainy, jaki miał nazywać organizacją "satanistyczną". Biskup zaprzeczał, jakoby miał wówczas na myśli konkretną konfesję.